# Fulnek (stacja kolejowa)
Fulnek – stacja kolejowa w Fulneku, w kraju morawsko-śląskim, w Czechach. Znajduje się na wysokości 280 m n.p.m. i jest stacją końcową linii kolejowej nr 277.